# 囊泡貉藻

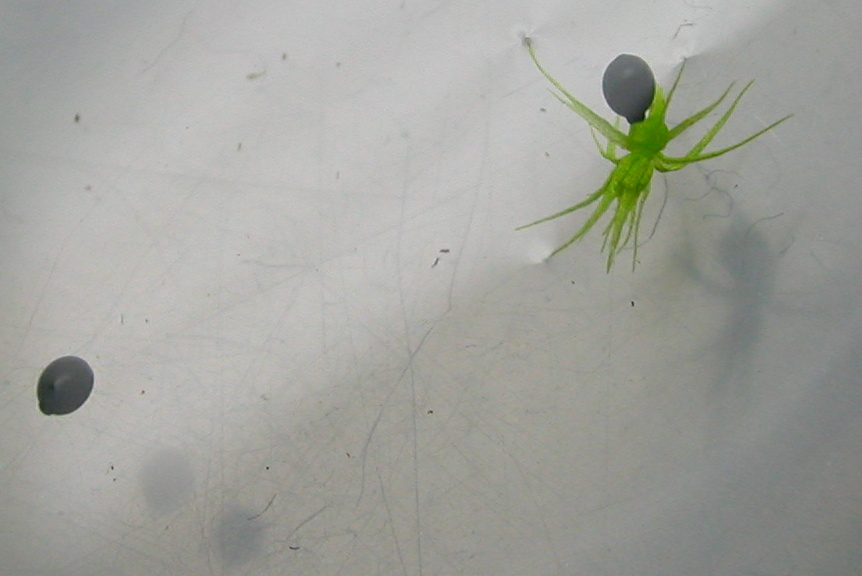
發芽的貉藻種子

囊泡貉藻（學名：Aldrovanda vesiculosa），通俗名稱是貉藻，為開花植物茅膏菜科貉藻屬的唯一現生種。本種以小型水生無脊椎動物為食，運用類似捕蠅草的捕蟲夾，陷阱排在中心環繞的輪生葉上，可自由運動的莖，通俗稱呼由此而得。本種是少數有能力行敏捷植物運動的種類之一。

## 棲息地
囊泡貉藻需要乾淨、淺水、溫暖的積水和明亮光線，貧營養的程度並且稍微偏酸性的pH值（大約 6）。本種可發現漂浮在燈心草、蘆葦以及水稻之中。

## 種內分類群
- Aldrovanda vesiculosa var. aquitanica Durieu ex Diels (1906) nom.illeg.
- Aldrovanda vesiculosa var. australis Darwin (1876)
- Aldrovanda vesiculosa var. duriaei Caspary (1859)
- Aldrovanda vesiculosa var. verticillata (Roxb.) Darwin (1876)

## 外部連結
- （中文） 狸藻與貉藻的差別？ - 塔內植物園[永久]
- （中文） 其實貉藻沒那麼難種 - 塔內植物園[永久]
- （中文） 貉藻 - 網路花壇
- （中文） 貉藻 - 花花世界（页面存档备份，存于）
- （英文） Aldrovanda vesiculosa project（页面存档备份，存于）